# Otto Feld (Archäologe)
Otto Feld (* 21. Dezember 1928 in Düsseldorf; † 10. November 2011 in Freiburg im Breisgau) war ein deutscher Christlicher Archäologe und Byzantinischer Kunsthistoriker.

## Leben
Otto Feld studierte an den Universitäten Köln und Freiburg Kunstgeschichte, Klassische Archäologie und Christliche Archäologie. Er wurde 1959 in Freiburg bei Kurt Bauch promoviert. Von 1965 bis 1969 war er Referent an der Abteilung Istanbul des Deutschen Archäologischen Instituts. Von 1969 bis 1982 lehrte er am Kunsthistorischen Institut der Universität Mainz, von 1982 bis 1994 lehrte er als Ordinarius für Christliche Archäologie und Kunstgeschichte an der Universität Freiburg.
Seine Forschungsschwerpunkte waren die frühbyzantinischen Denkmäler Konstantinopels und Kleinasiens.

## Schriften (Auswahl)
- mit Urs Peschlow (Hrsg.): Studien zur spätantiken und byzantinischen Kunst. Friedrich Wilhelm Deichmann gewidmet. 3 Bände. Habelt, Bonn 1986, ISBN 3-7749-2265-9 (Monographien des Römisch-Germanischen Zentralmuseums zu Mainz, Forschungsinstitut für Vor- und Frühgeschichte, Band 10).